# Paradelphomyia (Oxyrhiza) manopi
Paradelphomyia (Oxyrhiza) manopi is een tweevleugelige uit de familie steltmuggen (Limoniidae). De soort komt voor in het Oriëntaals gebied.